# Formulació covariant de l'electrodinàmica clàssica
La formulació covariant de l'electroganetisme clàssic (esent el terme covariant la covariància i contravariància de vectors), es refereix a les maneres d'escriure les lleis de l'electromagnetisme clàssic (en particular, les equacions de Maxwell i la força de Lorentz) en una manera que és "manifestament covariant" (és a dir, en termes de quadrivectors i tensors aquests darrere són tensors en les quatre dimensions de l'espaitemps), dins del formalisme de la relativitat especial. Aquestes expressions, fan que sigui senzill demostrar que les lleis de l'electromagnetisme clàssic adopten la mateixa forma en qualsevol sistema de coordenades inercial, i també proporcionen una manera de traduir els camps i les forces d'un marc a un altre.

## Tensor electromagnètic
El tensor electromagnètic, és un dels objectes covariants, és la combinació dels camps elèctrics i camps magnètics dins un tensor antisimètric. En el sistema SI d'unitats :volt·segons/metre², el tensor d'intensitat de camp s'escriu en termes de camps com:
{\displaystyle F_{\alpha \beta }=\left({\begin{matrix}0&E_{x}/c&E_{y}/c&E_{z}/c\\-E_{x}/c&0&-B_{z}&B_{y}\\-E_{y}/c&B_{z}&0&-B_{x}\\-E_{z}/c&-B_{y}&B_{x}&0\end{matrix}}\right)\,}
i el resultat d'elevar els seus índexs és
{\displaystyle F^{\mu \nu }\,{\stackrel {\mathrm {def} }{=}}\,\eta ^{\mu \alpha }\,F_{\alpha \beta }\,\eta ^{\beta \nu }=\left({\begin{matrix}0&-E_{x}/c&-E_{y}/c&-E_{z}/c\\E_{x}/c&0&-B_{z}&B_{y}\\E_{y}/c&B_{z}&0&-B_{x}\\E_{z}/c&-B_{y}&B_{x}&0\end{matrix}}\right)\,.}
on
{\displaystyle {\boldsymbol {E}}\,} és el camp elèctric,
{\displaystyle {\boldsymbol {B}}\,}el camp magnètic, i
{\displaystyle c\,} la velocitat de la llum.
Atenció: els signes del tensor depenen de la convenció usada pel sensor mètric. Aquí s'ha usat la convenció +---, corresponent al tensor mètric {\displaystyle \eta ^{\mu \nu }\,}:
{\displaystyle \eta ^{\mu \nu }={\begin{pmatrix}1&0&0&0\\0&-1&0&0\\0&0&-1&0\\0&0&0&-1\end{pmatrix}}\,}